# Бордуков, Лев Николаевич
Лев Николаевич Бордуков (3 марта 1913, Москва — 17 мая 1967) — советский актёр театра и кино.

## Биография
Родился 3 марта 1913 года в Москве в семье отца, который являлся художником и матери, которая была домашней хозяйкой.
С 1921 по 1928 год учился в Единой трудовой опытно-показательной школе № 10 МОНО (Московского отдела народного образования). После окончания данного учебного заведения, Бордуков обучался в производственной мастерской на арматурщика, после чего ещё некоторое время работал по данной специальности. 
Во время работы арматурщиком, Бордуков одновременно занимался в театре-студии при УМЗП (Управлении московских зрелищных предприятий), откуда в 1931 году перешёл окончательно на сцену. В течение двух сезонов, Л. Н. Бордуков служил Московскому рабочему передвижному театру, образовавшемся из театр-студии при УМЗП, где в 1932 году был замечен кинематографистами. 
В 1932 году впервые был приглашён на первую свою работу в кино, сыграв роль Густа в советском фильме «Солнце всходит на западе» режиссёра П. П. Пашкова, затем последовали и другие кинематографические работы Бордукова в качестве актёра.  
Последний период жизни не известен. Скончался 17 мая 1967 года в возрасте 54 лет. Захоронен в Москве на Калитниковском кладбище, могила не сохранилась. 

## Фильмография
- 1932 — Солнце всходит на западе — Густ
- 1942 — Боевой киносборник № 2. Сто за одного — Юрий Горожанин
- 1956 — Без вести пропавший — Люсьен, немой француз
- 1958 — Киевлянка (2 серия) — Сысой
- 1958 — На дальних берегах — Карранти
- 1961 — Две жизни — офицер из окружения Николая II
- 1962 — Кубинская новелла — кубинец
- 1966 — Июльский дождь — корректный мужчина
- 1966 — Следствие продолжается — Хоук, Мартынов
- 1967 — Операция «Трест» — Шишов